# Wiltonia graminicola
Wiltonia graminicola là một loài nhện trong họ Orsolobidae.
Loài này thuộc chi Wiltonia. Wiltonia graminicola được Raymond Robert Forster & Norman I. Platnick miêu tả năm 1985.